# Храм Святой Богородицы (Никосия)
Храм Святой Богородицы (арм. Սուրբ Աստվածածին եկեղեցի) — храм Армянской Апостольской церкви в столице Кипра Никосии.

## История
В 1963 году армянская община Никосии потеряла свою церковь Святой Богородицы и прелаторство, когда северную часть города оккупировали турки. Поэтому встала необходимость в построении новой. Храм Святой Богородицы в Никосии была построена в 1981 году рядом с армянской школой «Нарег» («Нарек») при помощи правительства Республики Кипр, Всемирного совета церквей, ряда европейских церквей и частных пожертвований. Церемония освящения состоялась 22 ноября 1981 года. В ней приняли участие тогдашний Католикос Всех армян Хорен I и Гарегин II, позднее ставший главой Католикосата Великого Дома Киликии. Их сопровождал епископ Заре Азнавурян, который перевёл Библию с древнеармянского на современный армянский язык. Также принял участие представитель армянской общины (1970-1982) в парламенте Республики Кипр доктор Андраниг Ашджян.

## Галерея

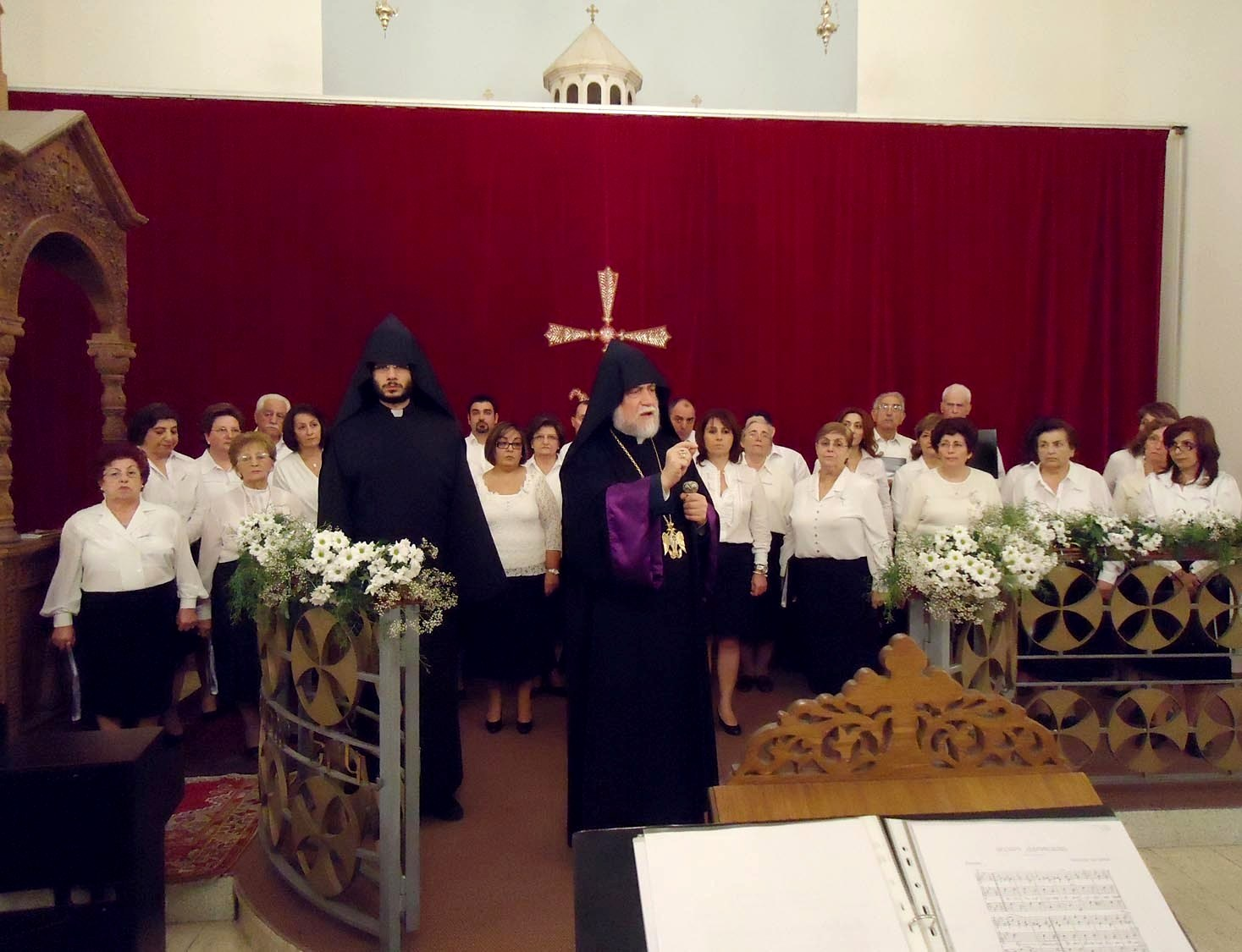
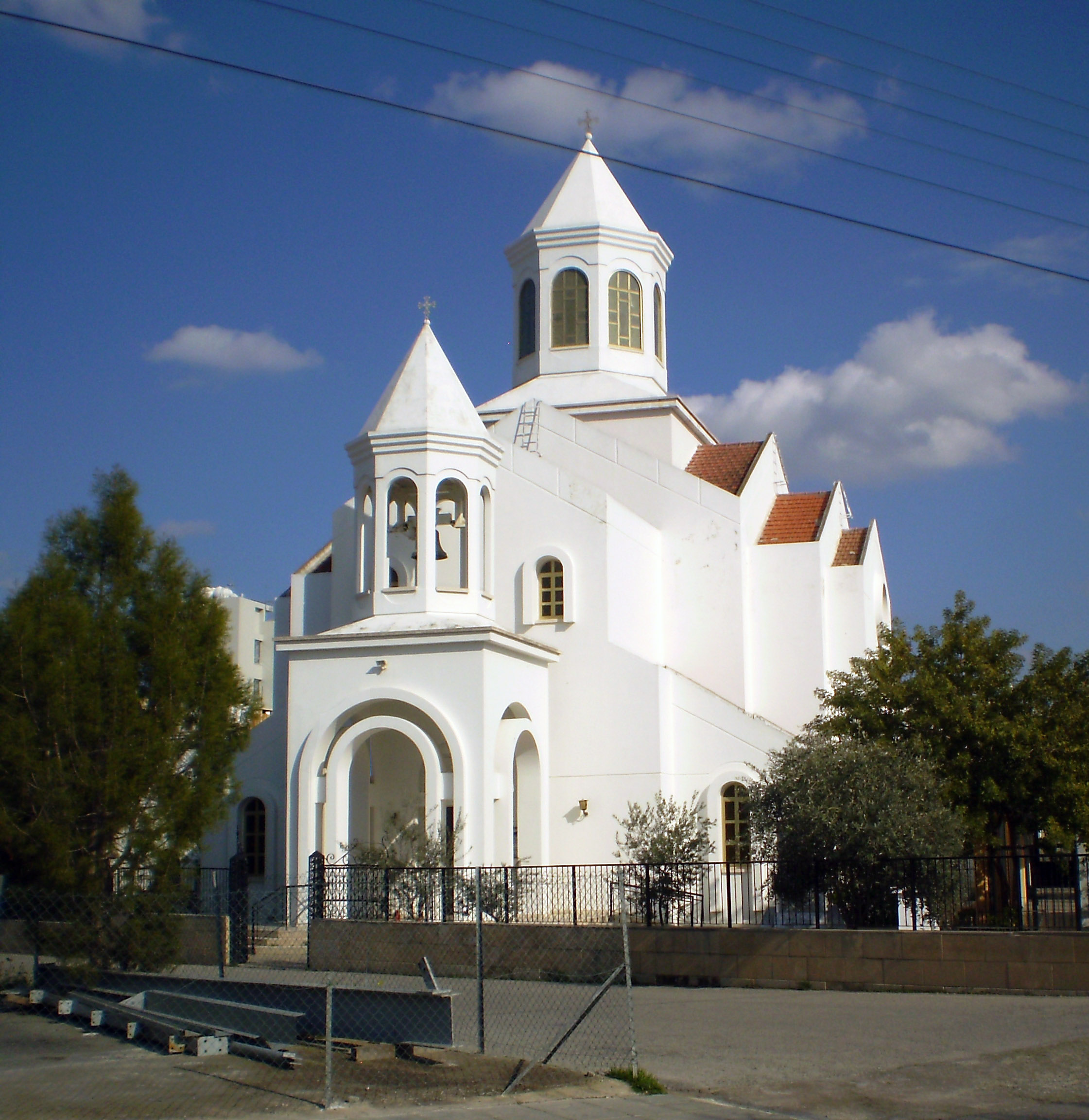
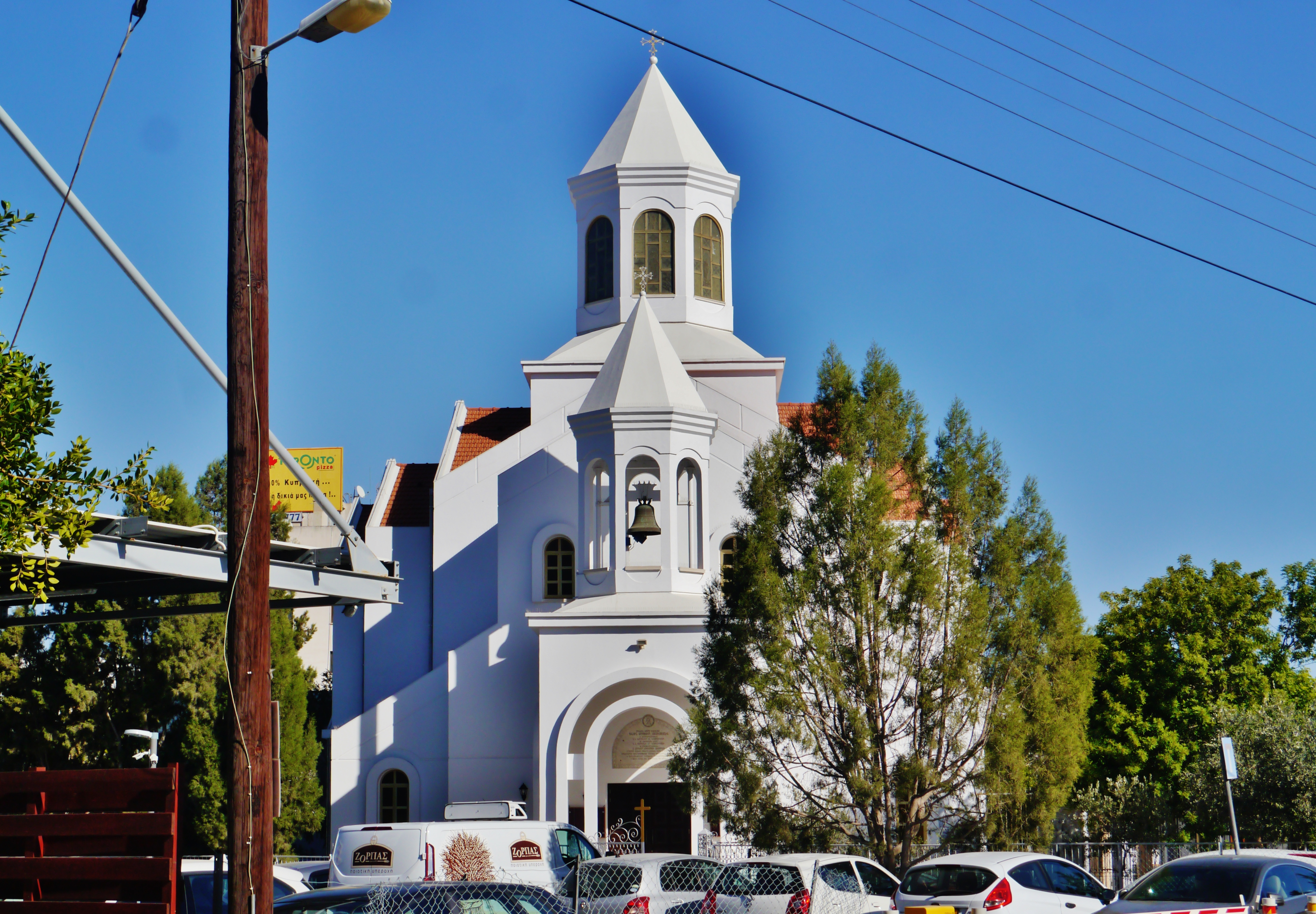
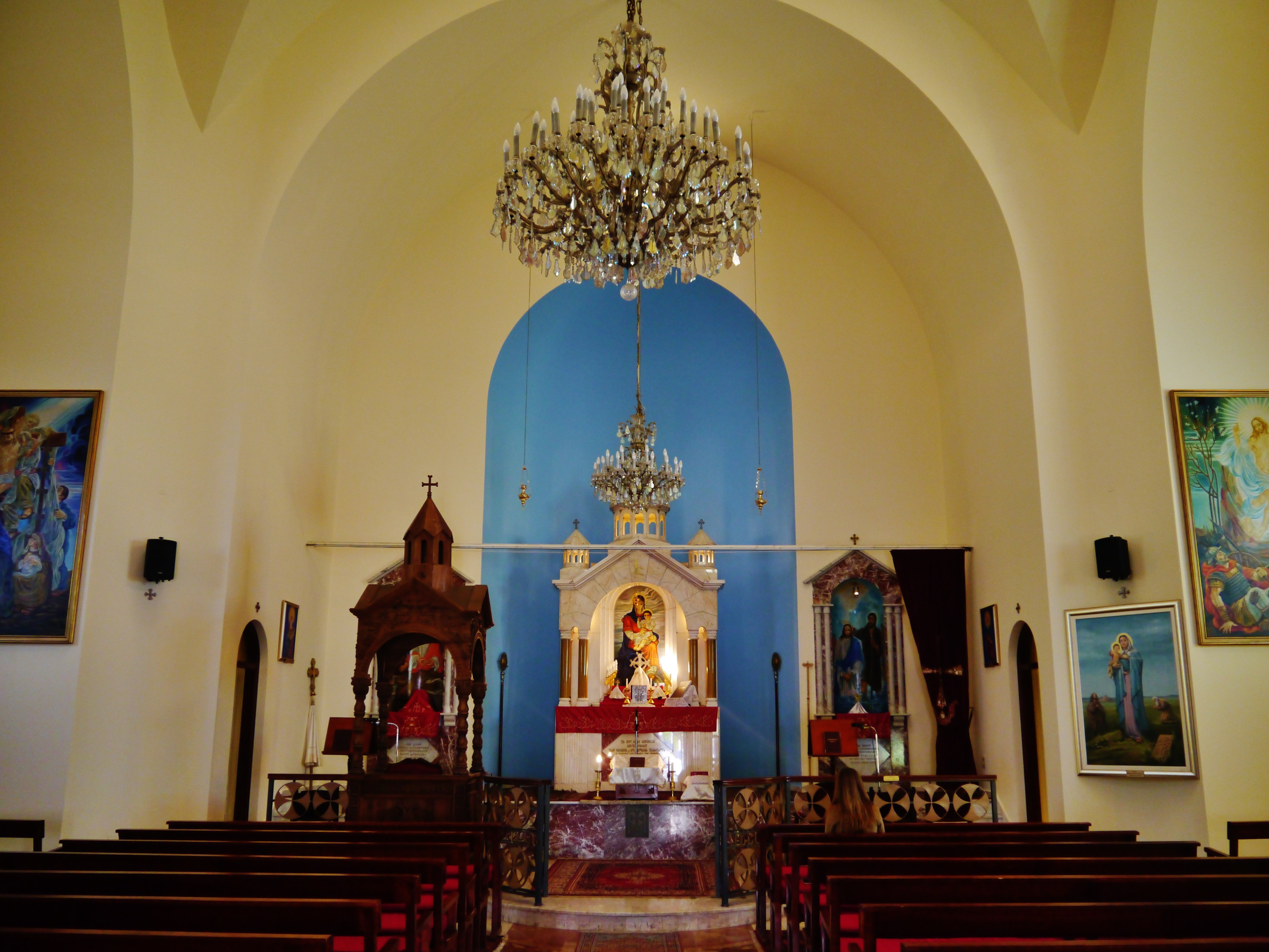
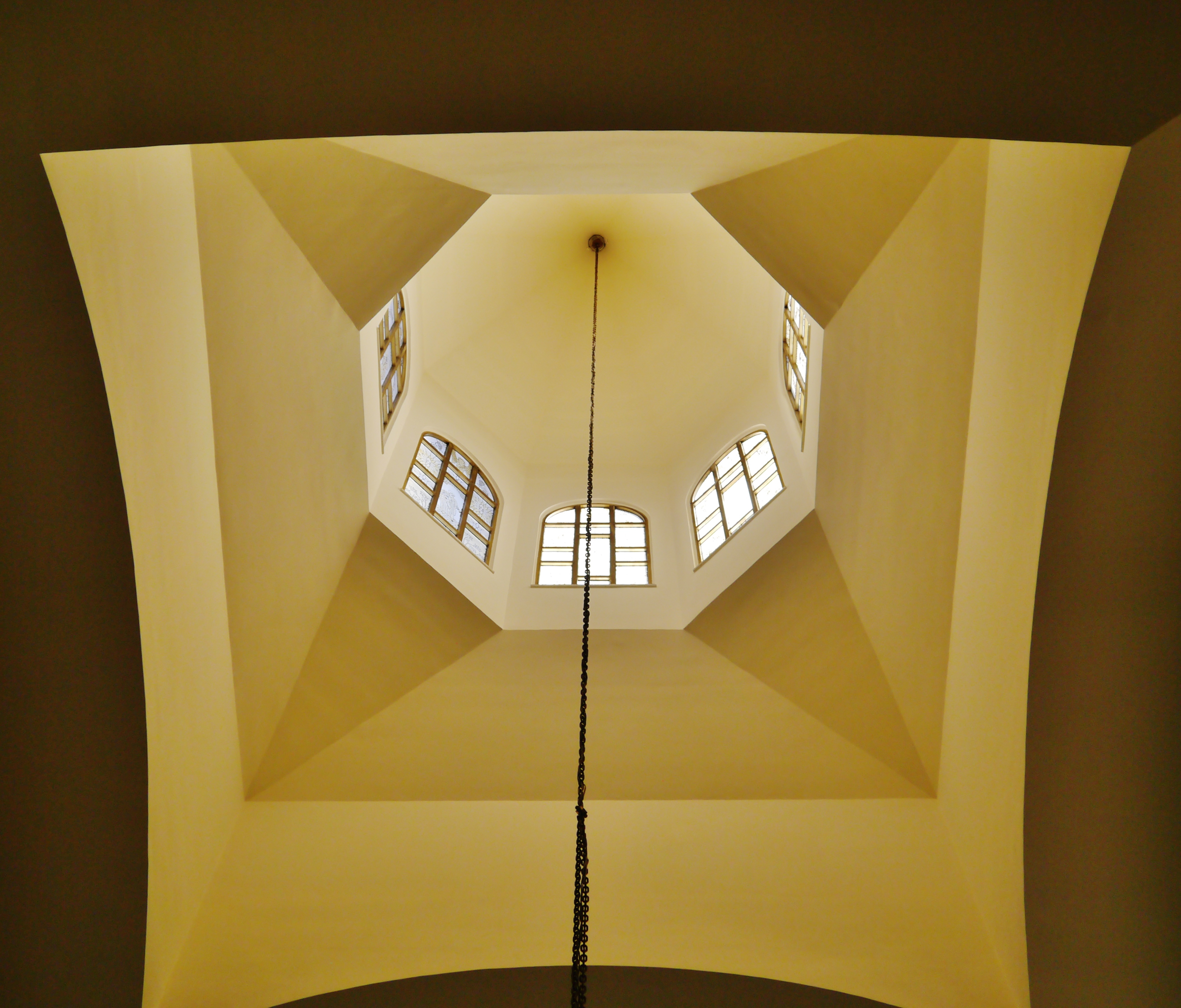

## Внешние ссылки
- Фотографии армянских храмов Кипра (недоступная ссылка)
- Армянские церкви Кипра
- hayem.org — Сайт армян Кипра
- gibrahayer.com — Сайт армян Кипра
- cyprusarmenians.com — Сайт армян Кипра